# Піпя
Піпя (рум. Pipea) — село у повіті Муреш в Румунії. Входить до складу комуни Надеш.
Село розташоване на відстані 233 км на північний захід від Бухареста, 29 км на південний схід від Тиргу-Муреша, 103 км на південний схід від Клуж-Напоки, 98 км на північний захід від Брашова.

## Населення
За даними перепису населення 2002 року у селі проживали 99 осіб.
Національний склад населення села:
| Національність | Кількість осіб | Відсоток |
| -------------- | -------------- | -------- |
| угорці         | 78             | 78,8%    |
| цигани         | 13             | 13,1%    |
| румуни         | 5              | 5,1%     |

Рідною мовою назвали:
| Мова      | Кількість осіб | Відсоток |
| --------- | -------------- | -------- |
| угорська  | 79             | 79,8%    |
| румунська | 14             | 14,1%    |
| циганська | 5              | 5,1%     |